# Manoleasa-Prut
Manoleasa-Prut – wieś w Rumunii, w okręgu Botoszany, w gminie Manoleasa. W 2011 roku liczyła 84 mieszkańców.